# Alfals
L' alfals, herba alfals, melga o userda (Medicago sativa) és una espècie de planta amb flors del gènere Medicago dins la família de les fabàcies (Fabaceae).
Addicionalment pot rebre els noms de alfals ver, herba, herba alfals vera, herba d'alfals, herba mèdica, herba vera, melgó, melguera i melses. També s'han recollit les variants lingüístiques alfal, alfalç, alfalfa, alfalfe, alfàlfeç, alfalfí, alfalz, alfàs, alfaus, alpals, anfalfa, anfals, anfaus, aufals, aufaus, auserda, eufals, eufaus, fals, herba alfàs, herba anfalf, herba anfalfa, herba anfalfes, herba anfals, herba de alfals, herba fals, luserda, luzerda, malgó, melca, mèliga, ofalç, ofals, oserda, sanfaus, sanfuén, ufals, ufaus, usarda i herbaalfals.

## Descripció
És una planta herbàcia perenne amb fulles trifoliades, àpexs foliolars dentats, inflorescències blavoses i fruit en llegum enrotllats en hèlix (orbiculars) amb un cert nombre de llavors. El nom alfals prové d'una paraula àrab que significa ‘el millor aliment’.

## Conreu

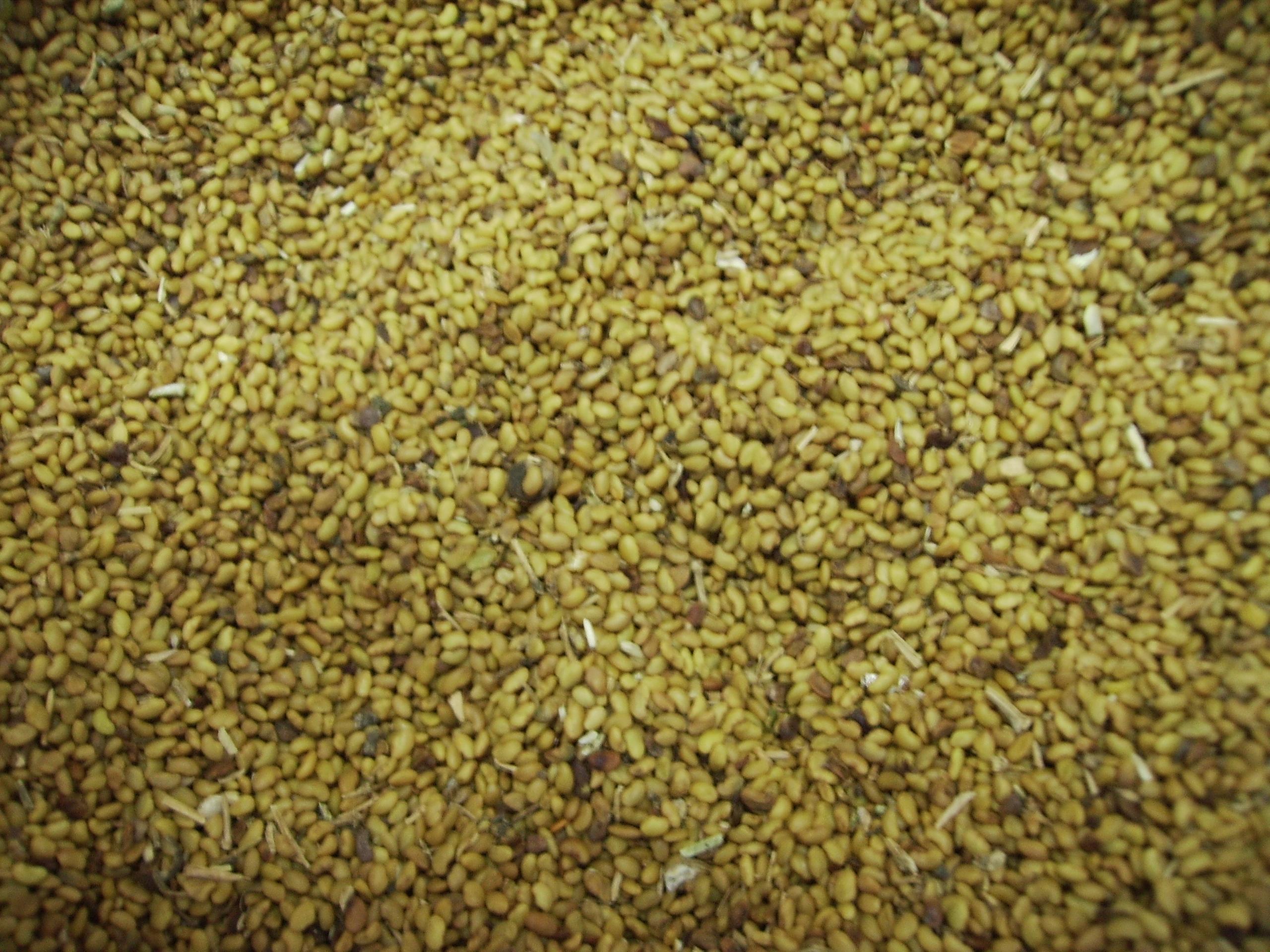
Llavors d'alfals per a sembrar.

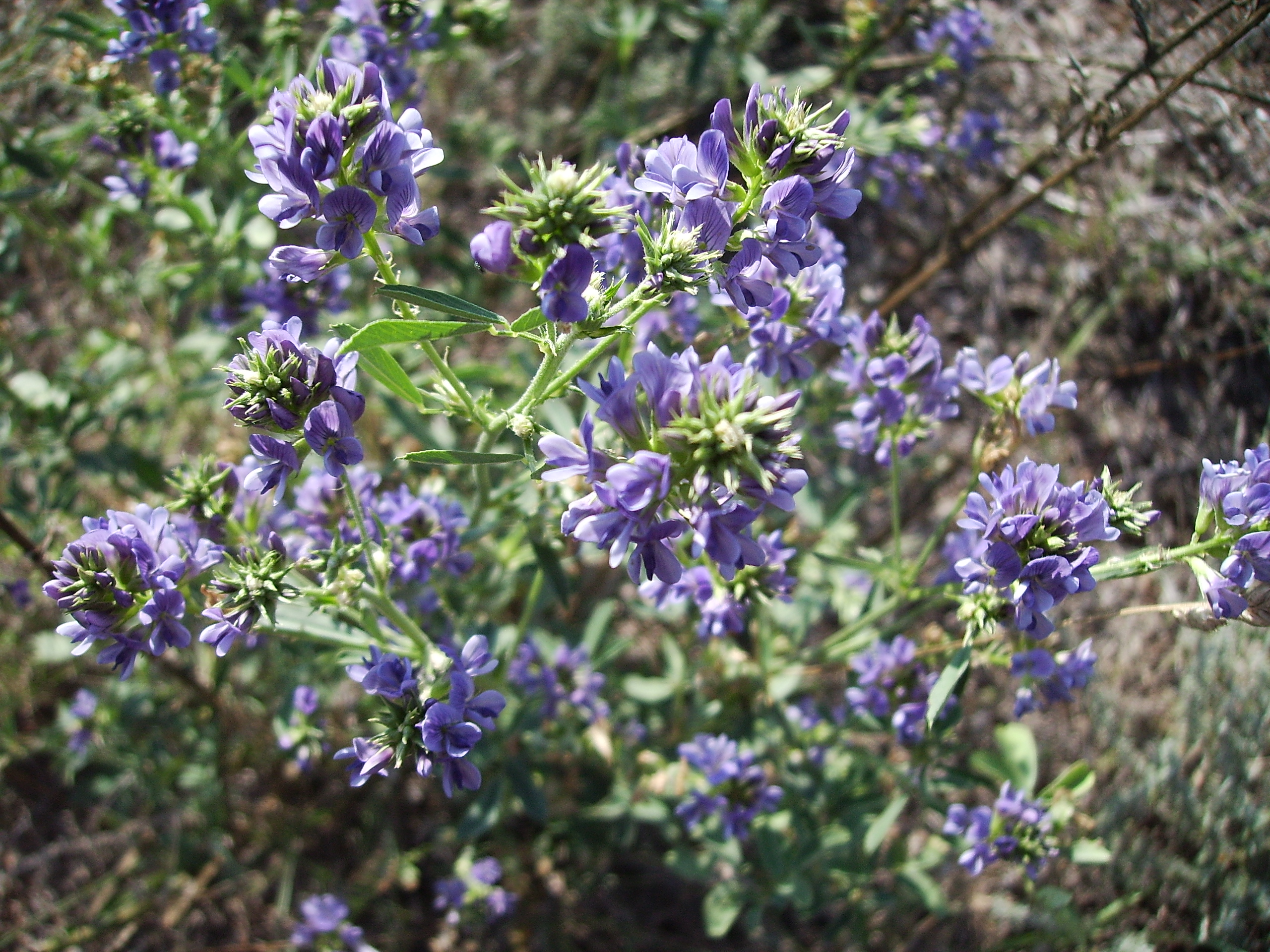
Alfals florit.

És una planta farratgera pròpia de climes meridionals. La llavor té la forma d'una petita mongeta i fa uns 2 mm de longitud.Com més càlid sigui el clima i més aigua tingui a disposició major serà el rendiment. Necessita terres de pH neutre o alcalines. La seva arrel pot atènyer els 4 metres de fondària i el conreu pot romandre fins a 12 anys, encara que en conreu intensiu s'alça després de 3 o 4 anys. Es pot conrear en secans amb bons rendiments a partir dels 600 litres de pluja anual però és en els regadius on arriba al màxim potencial productiu. És intensament adobada fins i tot amb nitrogen malgrat que queda inoculada normalment amb bacteris de Rhizobium. Les malalties més comunes són l'insecte conegut com a «cuca» i el pansiment bacterial.
N'hi ha moltes varietats però usualment es conreen els ecotips Aragó i Empordà. En climes prou càlids pot arribar a tenir uns set dalls efectuats des de finals de març a principi de novembre. La meitat del conreu d'alfals de Catalunya es concentra al Pallars Sobirà i la Noguera.
Actualment és un farratge conreat a tot el món (Europa i Estats Units principalment), en climes d'estiu poc càlid com Anglaterra i altres països del nord el substitueix el conreu del trèvol.

## Usos

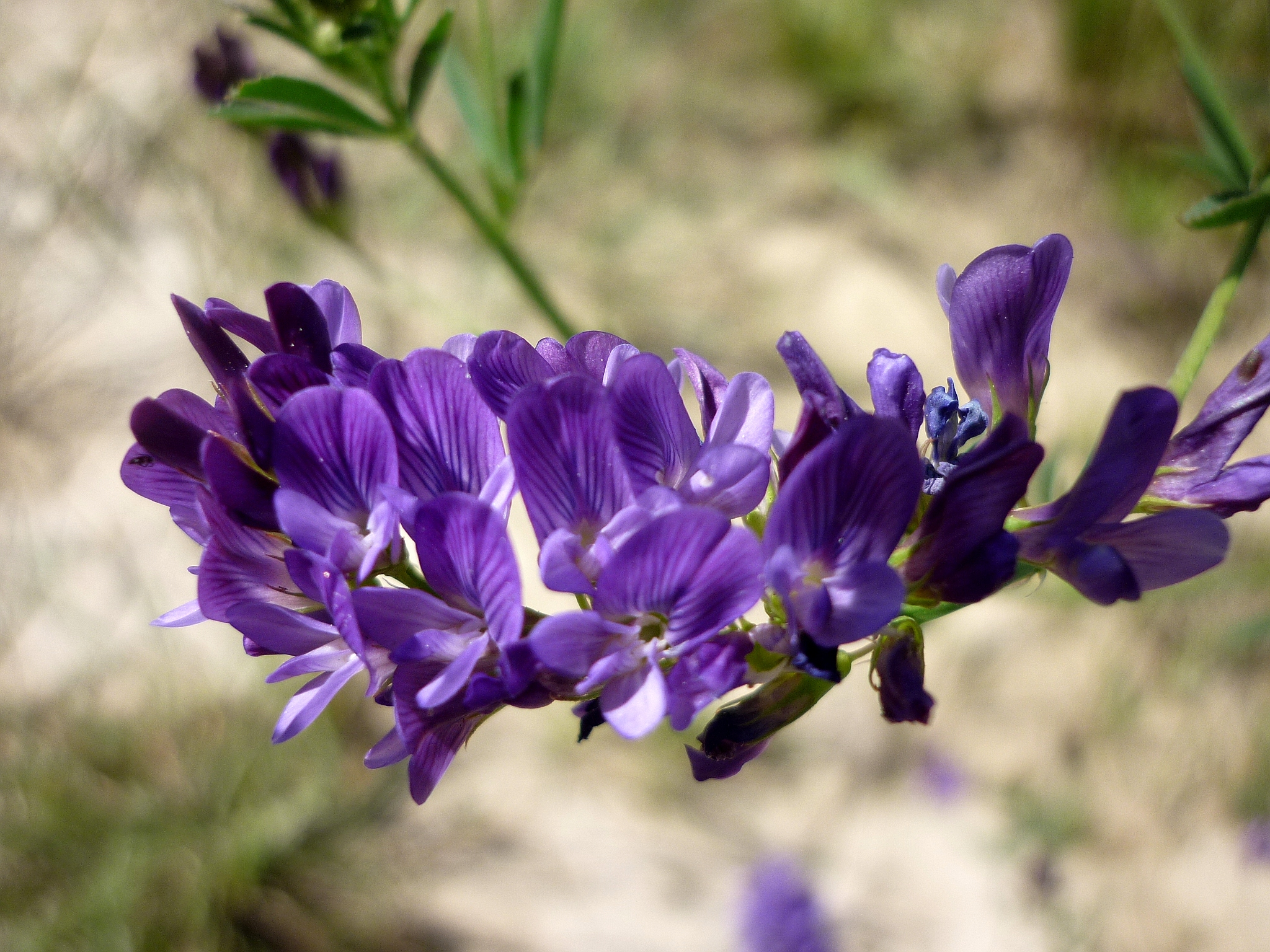
Es habitual trobar mates als marges de les carreteres. A Torà (Segarra)

Darrerament per influència dels nous corrents en dietètica també es fan servir les llavors germinades en l'alimentació humana, però el seu ús primordial és farratgera ja sia en estat verd o com a fenc, ensitjada o també deshidratada.
La deshidratació de l'alfals pot ser feta de manera natural (assecat al sol i després molt) o artificial en instal·lacions dotades d'un túnel d'assecatge alimentat per energia elèctrica o de combustibles fòssils. Després de la deshidratació es pot comercialitzar en bales o en grànuls.
La deshidratació d'alfals i de determinats altres farratges rep ajudes de la Unió Europea amb l'objectiu de limitar la dependència de la soja de fora de la Comunitat Europea.

## Història
L'alfals és originari de l'antiga Pèrsia des d'on es va estendre el seu conreu cap a l'est i cap a l'oest, probablement seguint les vies d'exportació de cavalls «perses» (cavalls niseus) i les necessitats o costums alimentàries d'aquells animals.